# مؤتمر المنظمات الانتخابية العالمية
مؤتمر المنظمات الانتخابية العالمية (مؤتمر GEO) هو مؤتمر لا يُسمَح بالاشتراك فيه سوى بدعوة، ويهدف إلى «الجمع بين الخبراء والعاملين في مجال الانتخابات لتبادل المعارف ومشاركة الخبرات، وتقديم منتدى عن الشبكات، وإتاحة فرص المناقشات المثيرة، وتعزيز المبادرات».

## المنظمات المتعاونة
- شبكة ACE للمعرفة الانتخابية
- معهد المساعدة الانتخابية والديمقراطية الدولي (IDEA)
- مجموعة التنمية لإفريقيا الجنوبية
- المعهد الانتخابي لاستدامة الديمقراطية في إفريقيا
- معهد الانتخابات الفيدرالي
- انتخابات كندا
- المؤسسة الدولية للنظم الانتخابية (IFES)
- شعبة المساعدة الانتخابية التابعة للأمم المتحدة

## مؤتمرات المنظمات الانتخابية العالمية السابقة
عُقِد أول مؤتمر للمنظمات الانتخابية العالمية في عام 1999 في أوتاو بكندا. أما المؤتمر الثاني، فلم يُعقَد حتى عام 2003، وكان ذلك في المكسيك. والمؤتمر الثالث عُقِد في المجر. ومؤتمر 2007 الرابع، كان في واشنطن العاصمة. وبعد ذلك التاريخ بأربعة أعوام، أي في عام 2011، عُقِد المؤتمر في جابورون في بوتسوانا.

## وصلات خارجية
- GEO1999 - 1st GEO Conference
- GEO2003 - 2nd GEO Conference
- GEO2005 - 3rd GEO Conference
- GEO2007 - 4th GEO Conference
- GEO2011 - 5th GEO Conference